# 狙击手 幽灵战士契约2
《狙击手 幽灵战士契约2》是一款由CI Games开发并发行的战术射击隐蔽类游戏，是狙击手：幽灵战士系列的第六部作品，《狙击手 幽灵战士契约》的续作。游戏于2021年6月4日发行于Microsoft Windows、PlayStation 4、Xbox One和Xbox Series X/S平台，PlayStation 5版本于2021年8月24日。